# Ventura de la Vega
Ventura de la Vega, pseudonimo di Buenaventura José María de la Vega y Cárdenas (Buenos Aires, 14 luglio 1807 – Madrid, 29 novembre 1865), è stato un letterato e drammaturgo argentino naturalizzato spagnolo.

## Biografia
Nato in Argentina, all'epoca vicereame del Río de la Plata, fu mandato dai familiari in Spagna ancora bambino, durante la Rivoluzione di Maggio. Fece gli studi a Madrid. Fu impiegato ministeriale, precettore e poi segretario della regina Isabella II. Fu direttore del Théâtre espagnol e divenne membro della Real Academia Española. Nel 1838 sposò la cantante Manuela Oreiro de Lema.

## Opere

### Teatro
- Un ministro (1834)
- Marino Faliero (1835)
- Jacobo II (1837)
- Retancón, barbero y comadrón (1842)
- El juglar (1842)
- El hombre de mundo (L'uomo di mondo, 1845)
- Noche toledana (1847)
- Bruno el tejedor (1849)
- Amor de madre
- Don Fernando de Antequera
- Mateo, o la hija del Españoleto

### Lirica
- Rimas americanas (La Habana, 1833)
- Obras poéticas (Parigi, 1866)
- Poesías líricas (Madrid, 1873)